# Per Södermark

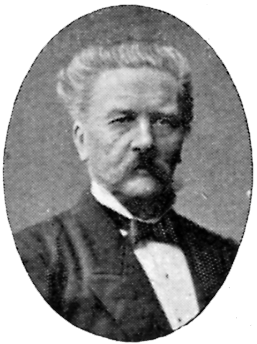
Johan Per Södermark

Johan Per Södermark (* 3. Juni 1822 in Mossebro bei Karlsborg; † 26. November 1889 in Stockholm) war ein schwedischer Porträtmaler der Düsseldorfer Schule.

## Leben
Per Södermark, Sohn des Oberstleutnants und Porträtmalers Olof Johan Södermark und dessen Ehefrau Maria Charlotta Hazelius, beschritt nach einer grundlegenden künstlerischen Ausbildung durch den Vater zunächst eine Militärlaufbahn. 1843 wurde er Sekondeleutnant, parallel studierte er Malerei an der Königlichen Kunsthochschule Stockholm. 1845 nahm ihn sein Vater mit nach Italien. Über Frankreich kehrten sie 1848 nach Schweden zurück. Dann quittierte er den Militärdienst. 1852 ging er nach Düsseldorf, wo er sich bis 1854 unter Karl Ferdinand Sohn, Rudolf Wiegmann und Heinrich Mücke an der Kunstakademie Düsseldorf in der Malerei weiter ausbildete. Von 1853 bis 1854 war er Mitglied der Künstlervereins Malkasten. 1855 bis 1856 besuchte er die Privatschule von Thomas Couture in Paris. Danach ging er zurück nach Stockholm, wo er sich als erfolgreicher Porträtmaler etablierte und später Mitglied der Kunstakademie wurde. 1863 wurde sein Sohn Per († 1952) geboren.
Per Södermark schuf Bildnisse, Interieurs, und figürliche Kompositionen, die thematisch und stilistisch deutlich von der Auffassung der Düsseldorfer Malerschule beeinflusst waren.

## Werke (Auswahl)

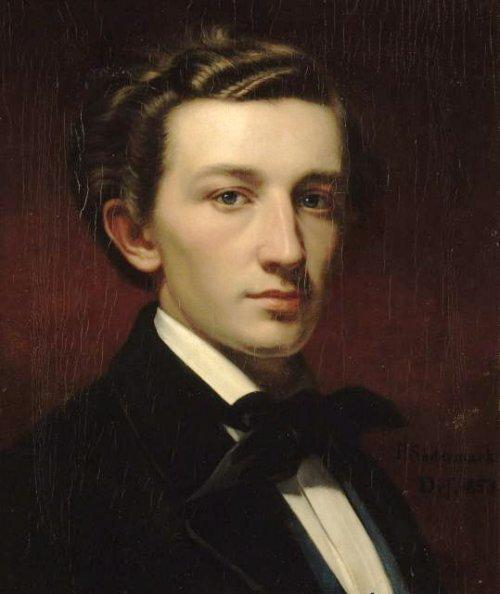
Porträt Werner Holmberg, Düsseldorf 1853

- Italienische Bäuerin, 1847: Norrköping, Kunstmuseum
- Porträt N. J. O. Blommér, Öl, 1848, Lund, Lundsuniversitets konstmuseum
- Porträt Werner Holmberg, 1853, Helsinki, Ateneum
- Porträt Kateřina Smetanová, geborene Kolářová, 1858
- Porträt Bedřich Smetana, 1859